# Anonymomys mindorensis
Anonymomys mindorensis је врста глодара из породице мишева (Muridae).

## Распрострањење
Ареал врсте је ограничен на једну државу. Филипини су једино познато природно станиште врсте.

## Станиште
Станиште врсте су шуме. 

## Угроженост
Подаци о распрострањености ове врсте су недовољни.